# Maloměsto, velkoměsto
Maloměsto, velkoměsto (v originále The Town and the City) je první vydaný román amerického spisovatele Jacka Kerouaca, publikovaný v roce 1950. Podobně jako většina dalších Kerouacových románů, má i tento autobiografické prvky. Kniha je asi nejobsáhlejší Kerouacovou prací a liší se od ostatních svým tématem, dobovým pozadím děje (ten se odehrává převážně ve čtyřicátých letech 20. století, většina dalších románů se odehrává alespoň o desetiletí později) i formou zpracování.
Následující tabulka znázorňuje postavy zachycené v románu Maloměsto, velkoměsto a jejich skutečné předlohy osobností, které Kerouac nacházel mezi svými přáteli.
| Skutečná osoba           | Jméno v knize             |
| ------------------------ | ------------------------- |
| Jack Kerouac             | Peter Martin              |
| Leo Kerouac              | George Martin             |
| Caroline Kerouac         | Ruth and Elizabeth Martin |
| Gabrielle Kerouac        | Marguerite Courbet Martin |
| Gerard Kerouac           | Julian Martin             |
| George „G.J.“ Apostolos  | Danny „D.J.“ Mulverhill   |
| Henry „Scotty“ Beaulieu  | Scotcho Rouleau           |
| William Seward Burroughs | Will Deinnson             |
| Joan Vollmer             | Mary Deinnison            |
| Mary Carney              | Mary Gilhooley            |
| Lucien Carr              | Kenneth Wood              |
| Billy Chandler           | Tommy Campbell            |
| Allen Ginsberg           | Leon Levinsky             |
| Herbert Huncke           | Junky                     |
| David Kammerer           | Waldo Meister             |
| Edie Parker              | Judie Smith               |
| Sebastian „Sammy“ Sampas | Alex Panos                |